# Tethyopsis mortenseni
Tethyopsis mortenseni är en svampdjursart som först beskrevs av Brøndsted 1924.  Tethyopsis mortenseni ingår i släktet Tethyopsis och familjen Ancorinidae. Inga underarter finns listade i Catalogue of Life.